# Expedició 43
L'Expedició 43 va ser la 43a estada de llarga durada a l'Estació Espacial Internacional. Va començar l'11 de març de 2015 amb el desacoblament de la Soiuz TMA-14M, tornant la tripulació de l'Expedició 42 cap a la Terra i va finalitzar amb la sortida de la Soiuz TMA-15M l'11 de juny de 2015.
L'Expedició 43 va passar quatre setmanes addicionals a causa d'un retard causat per un problema de la nau de reaprovisionament, i el temps extra es va anomenar "mes extra" per la tripulació. El 8 de juny de 2015, l'EEI va ajustar la seva òrbita per permetre una distància més llarga a una tros d'escombraries espacials orbitals.

## Tripulació
| Posició            | Primera Part (Març de 2015)                         | Segona Part (Setembre de 2014 a novembre de 2014)   |
| ------------------ | --------------------------------------------------- | --------------------------------------------------- |
| Comandant          | Terry Virts, NASA Segon vol espacial                | Terry Virts, NASA Segon vol espacial                |
| Enginyer del vol 1 | Anton Shkaplerov, RSA Segon vol espacial            | Anton Shkaplerov, RSA Segon vol espacial            |
| Enginyer del vol 2 | Samantha Cristoforetti, ASI-ESA Primer vol espacial | Samantha Cristoforetti, ASI-ESA Primer vol espacial |
| Enginyer del vol 3 |                                                     | Gennady Padalka, RSA Cinquè vol espacial            |
| Enginyer del vol 4 |                                                     | Mikhail Korniyenko, RSA Segon vol espacial          |
| Enginyer del vol 5 |                                                     | Scott Kelly, NASA Quart vol espacial                |

FontSpacefacts